# Plerogyra

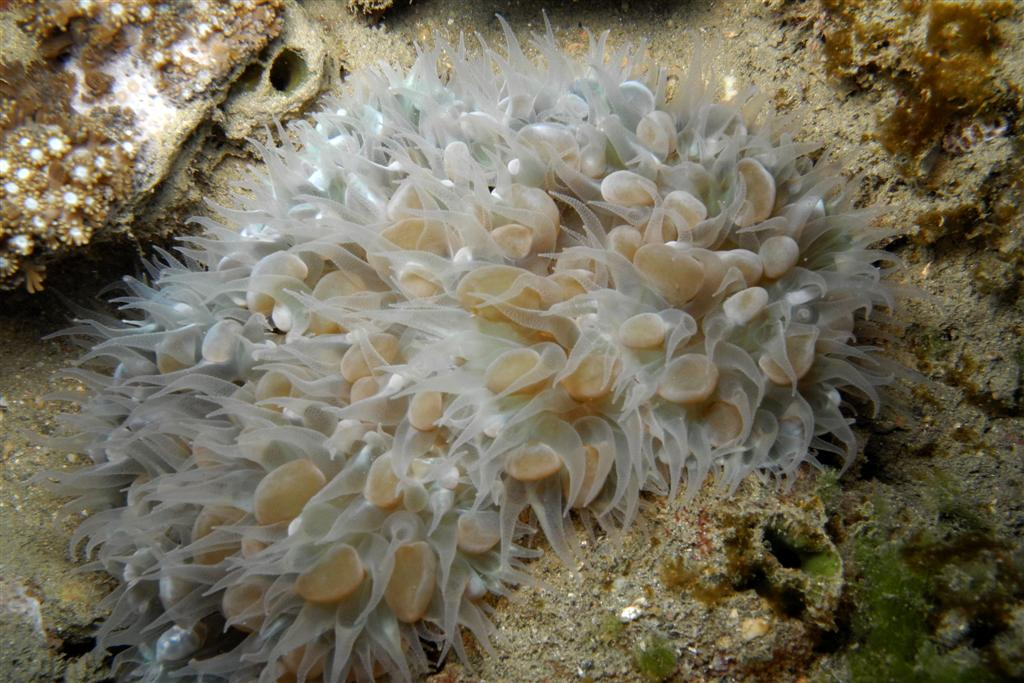
Plerogyra sinuosa con las vesículas parcialmente retraídas y los tentáculos expandidos.

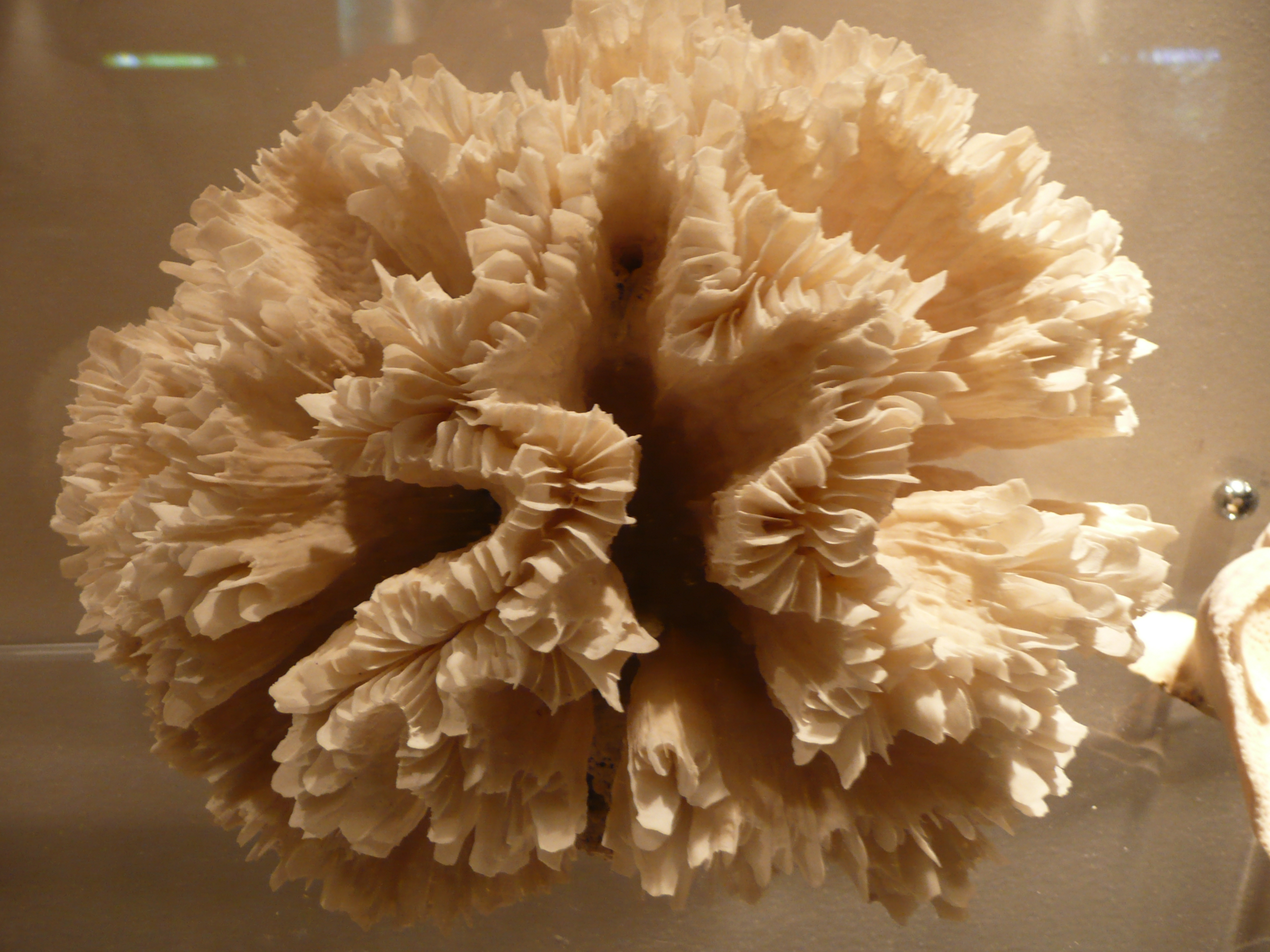
Esqueleto de Plerogyra sp.

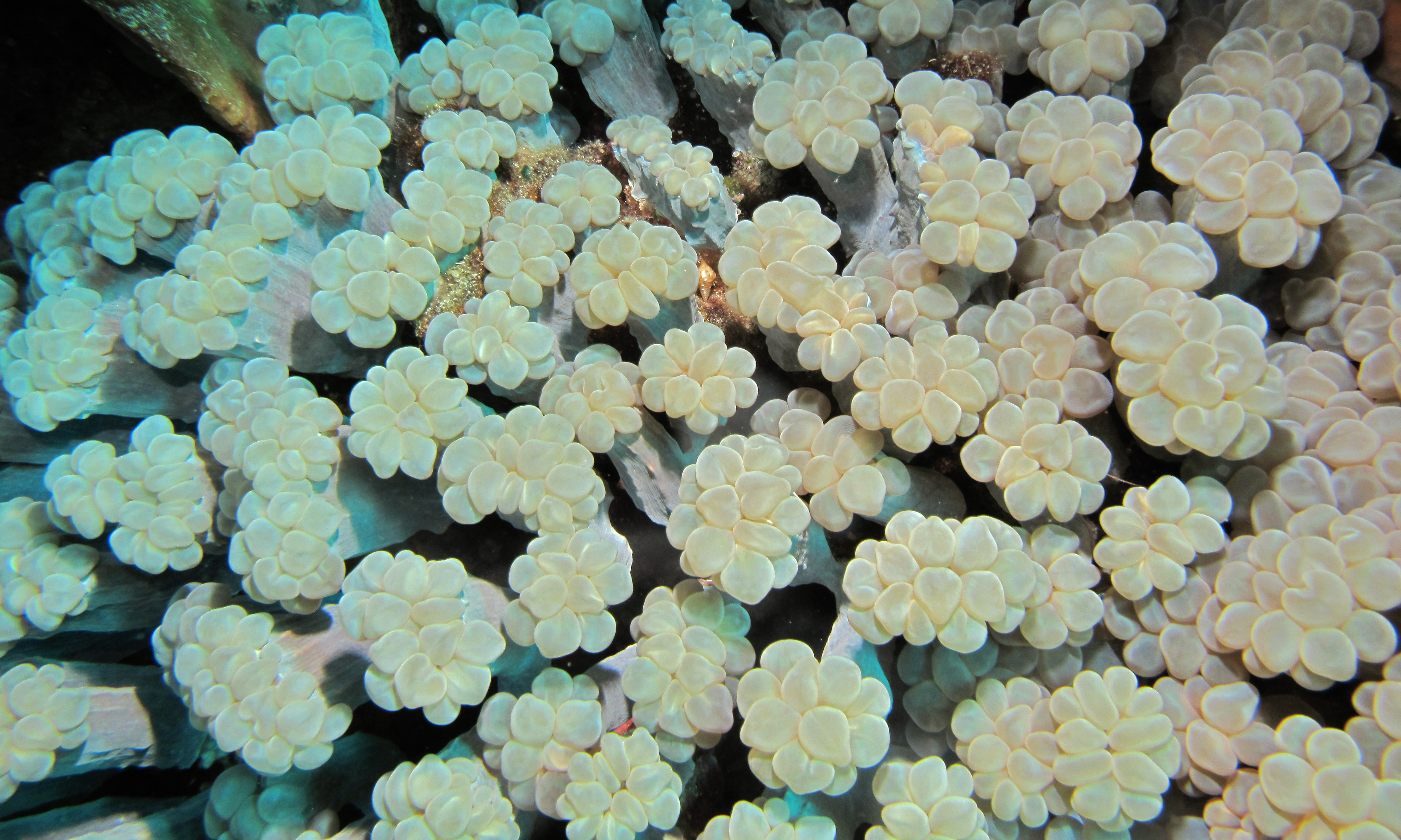
Plerogyra simplex

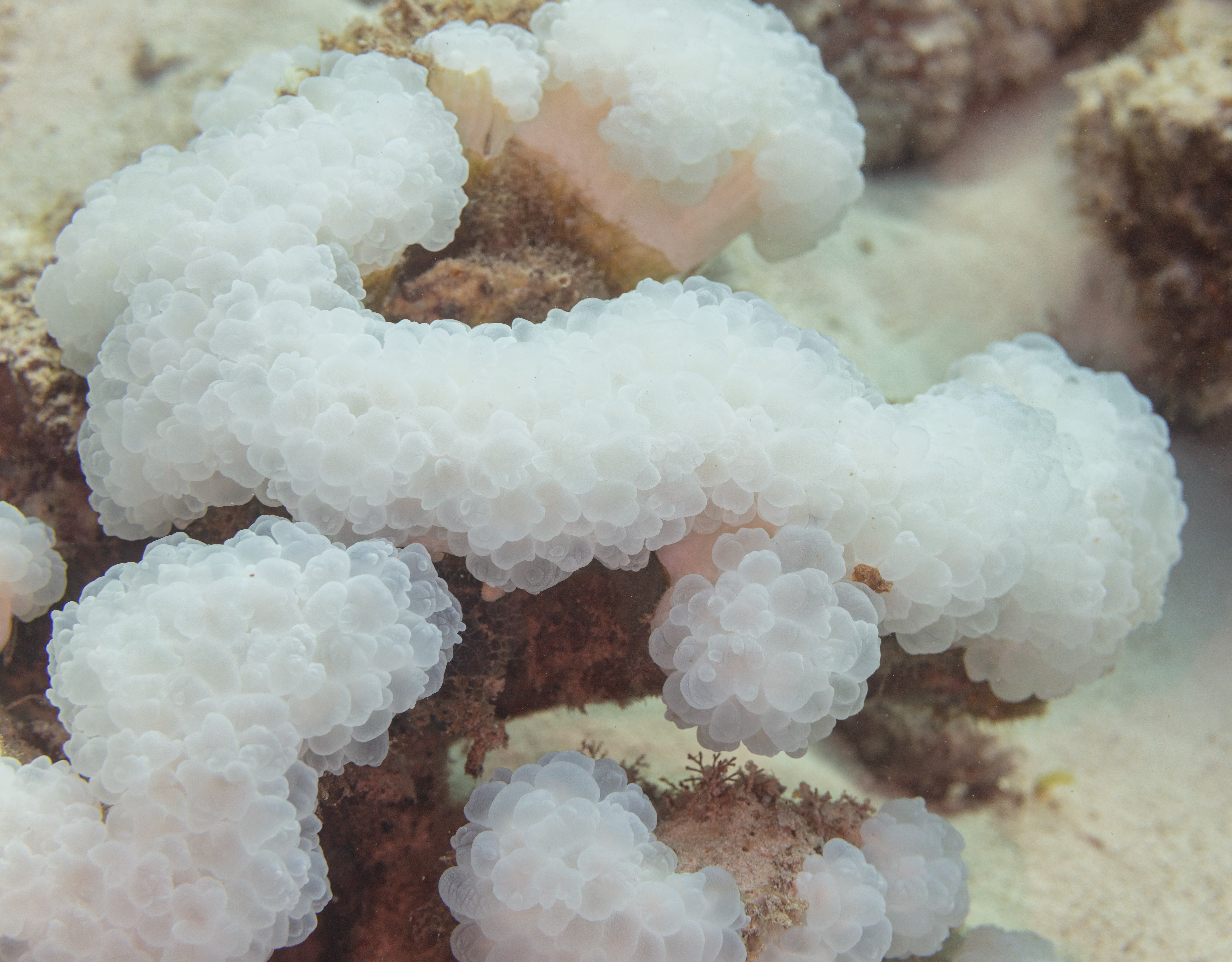
P. sinuosa en Zanzíbar, Tanzania.

Plerogyra es un género de corales de la familia Scleractinia incertae sedis, del orden Scleractinia. 
Es un coral hermatípico, que secreta carbonato cálcico para formar un esqueleto, y contribuye a la formación o crecimiento de arrecifes de coral en la naturaleza. 

## Especies
El Registro Mundial de Especies Marinas acepta las siguientes especies, de las que la UICN cataloga sus estados de conservación:
- Plerogyra cauliformis. Ditlev, 2003 . Estado: Datos Deficientes ver 3.1
- Plerogyra diabolotus. Ditlev, 2003 . Estado: Datos Deficientes ver 3.1
- Plerogyra discus. Veron & Fenner, 2002 . Estado: Vulnerable A4c ver 3.1
- Plerogyra eyrysepta. Nemenzo, 1960 No evaluada
- Plerogyra multilobata. Ditlev, 2003 . Estado: Datos Deficientes ver 3.1
- Plerogyra simplex. Rehberg, 1892 . Estado: Casi amenazada ver 3.1
- Plerogyra sinuosa. (Dana, 1846) . Estado: Casi amenazada ver 3.1

## Morfología
Su esqueleto es ligero. Las colonias son grandes y, en algunas especies, pueden alcanzar varios metros de diámetro. Durante el día recubre su cuerpo con vesículas de forma ovalada, o que recuerdan a los granos de uva, de entre 1 a 2,5 cm. Por la noche, retrae parcialmente las vesículas y extiende tentáculos urticantes, de entre 7 a 10 cm, para alimentarse. 
Sus colores pueden ser gris perla, crema, rosa, o, en ocasiones, verde pálido.

## Hábitat y distribución
Se encuentra en los océanos Índico y Pacífico, desde Mozambique y el mar Rojo hasta el sur de Japón, norte de Australia y las islas Fiyi.
Localizado en aguas tranquilas y superficiales, en ocasiones túrbidas y sin mucha iluminación. Desde 3 a 35 m de profundidad.

## Alimentación
En la naturaleza se nutre principalmente de plancton, y de la fotosíntesis realizada por las algas zooxantelas que habitan el tejido de sus pólipos. Las algas realizan la fotosíntesis produciendo oxígeno y azúcares, que son aprovechados por los corales, y se alimentan de los catabolitos del coral (especialmente fósforo y nitrógeno). Es el coral con mayor densidad conocida de zooxantelas. Las zooxantelas le proporcionan entre el 75 y el 90% de sus necesidades alimenticias, el resto lo obtienen atrapando plancton con sus tentáculos y materia orgánica disuelta en el agua.

## Reproducción
Hay colonias de Plerogyra macho y hembra. Producen esperma y huevos que se fertilizan externamente en el agua. Los huevos fertilizados evolucionan en la columna de agua hasta que se convierten en larvas; éstas navegan en estado planctónico durante pocos días, antes de desarrollarse en pólipos que se fijan al sustrato y secretan un esqueleto calcáreo, o coralito. Posteriormente, se reproduce asexualmente por gemación, dando origen a la colonia.
Como la mayoría de los corales, también se reproducen asexualmente, mediante la división de cada pólipo en dos o más nuevos pólipos.

## Mantenimiento
En cautividad, la corriente debe ser moderada.  De lo contrario, se dificulta la extensión de los pólipos, impidiendo que se alimente adecuadamente. Se consiguen los mejores resultados bajo una luz moderada, principalmente con tubos fluorescentes T5.
Requieren de un manejo cuidadoso durante el transporte y aclimatación, teniendo siempre la precaución de no sacarlos nunca del agua con sus pólipos extendidos. Burbujas de aire atrapadas al retrotraer el pólipo producen generalmente infecciones devastadoras causadas por protozoos.
Aunque cuenten con sus zooxantelas, dos veces por semana conviene alimentarlos con artemia, mysis o pequeñas porciones de pescado o mejillón.